# Formentor
Cap de Formentor – przylądek na hiszpańskiej wyspie Majorce, najbardziej na północ wysunięty kraniec tej wyspy. Przylądek jest końcowym fragmentem półwyspu o długości 20 km, który jest przedłużeniem gór Serra de Tramuntana. Punkt widokowy, możliwa obserwacja Minorki, na przylądku leży Faro de Formentor, latarnia morska z 1863 roku.